# Lefktro
Lefktro  (in greco Λεύκτρο?) è un ex comune della Grecia nella periferia del Peloponneso di 5 558 abitanti secondo i dati del censimento 2001.
È stato soppresso a seguito della riforma amministrativa detta Programma Callicrate in vigore dal gennaio 2011 ed è ora compreso nel comune di Dytiki Mani.